# 維克里德河
52°31′08″N 8°41′26″E / 52.518765°N 8.690483°E

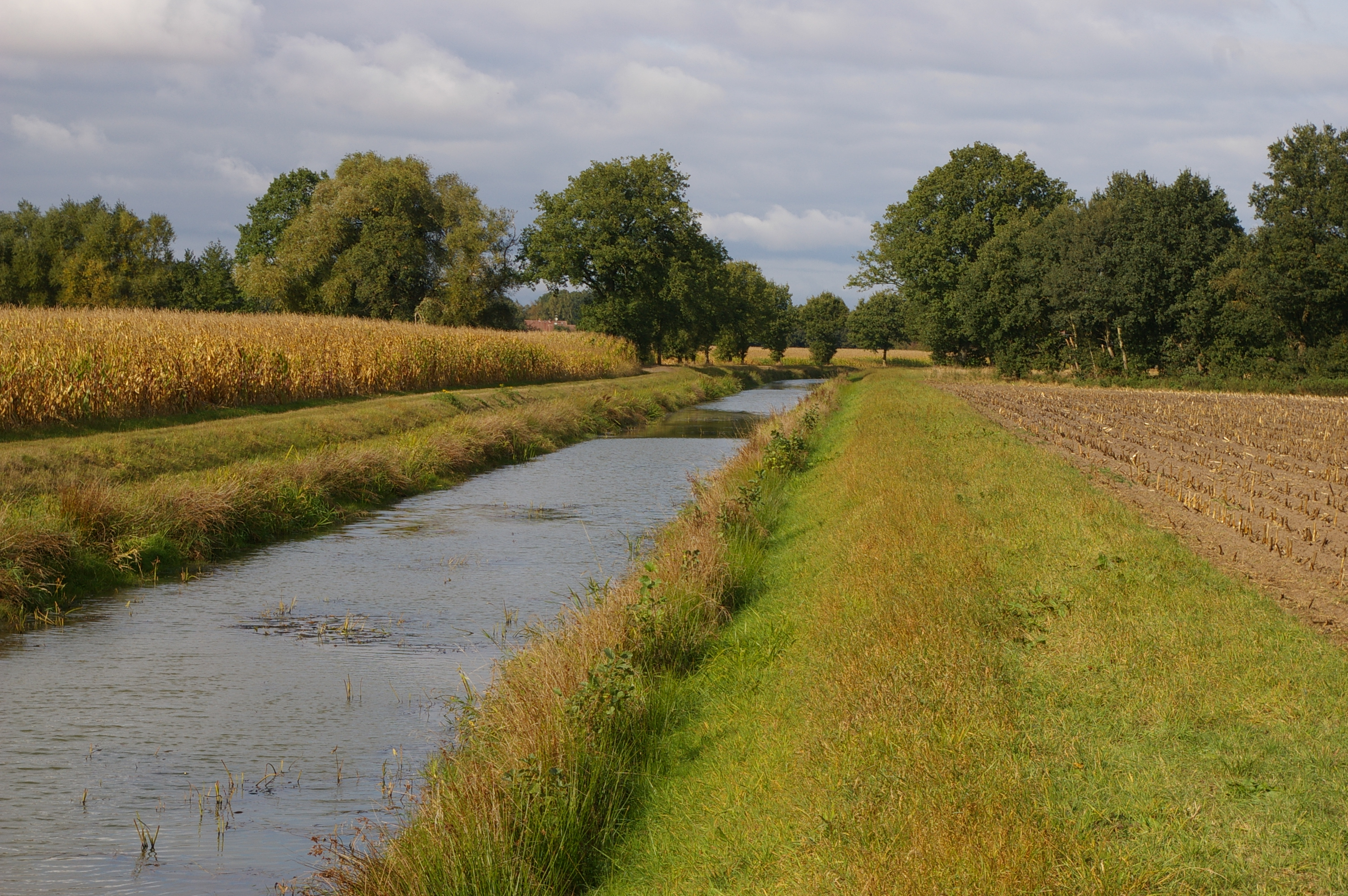

維克里德河（德語：Wickriede），是德國的河流，位於該國西部，流經北萊茵-威斯特法倫州和下薩克森州，河道全長23公里，該河流發源自埃斯珀爾坎普。